# جاك كوين (لاعب كرة قدم)
جاك كوين (بالإنجليزية: Jack Quinn)‏ هو لاعب كرة قدم بريطاني (وحمل سابقاً جنسية المملكة المتحدة لبريطانيا العظمى وأيرلندا) في مركز الوسط، ولد في 1890 في المملكة المتحدة. لعب مع غريمسبي تاون ومانشستر سيتي ومانشستر يونايتد.